# Ми-34
Ми-34 (НАТО класификација ) је лаки вишенаменски хеликоптер који је конструисао КБ „Миљ", а производи га фабрика хеликоптера „Прогрес" из Арсењева, на руском Далеком истоку. Пројектован је да замени Ми-1 и Камов Ка-26 у совјеткој служби, али је нашао своје купце у више земаља, као извозни производ. Први пут је полетео новембра 1986. године, а међународној јавности приказан је већ на авиосалону у Паризу 1987. године.

## Историја и развој
Хеликоптер је развијен од стране Московске фабрике хеликоптера и конструкторског бироа М. Л. Миља на сопствену иницијативу и дизајниран је за употребу у оружаним снагама, за извиђање и надзор, патролирање и везу између штабова. У цивилне сврхе, Ми-34 је почео да се развија као лаки спортски тренажни хеликоптер, са могућношћу коришћња и за ограничене привредне делатности, где је требало да заузме место застарелих машина Ми-1, делимично Ми-2 и Ка-26.
Први лет прототипа хеликоптера догодио се у новембру 1986. године. Током теста у хеликоптеру Ми-34 пробни пилот Борис Савинов је извео такве вратоломије, као "Буре" и "Петља Нестерова", а касније током тестова је у њему и погинуо. Године 1987, произведен је други летни протитип. Исте године овај хеликоптер је први пут приказан на Париском авиасалону у Ле Буржеу, а затим и на многим другим међународним изложбама, демонстрирајући карактеристике високих перформанси. Након дужег тестирања, производња ограничене серије је пуштена у Арсењевској фабрици хеликоптера. Производни капацитети фабрике могу да произведу 100-150 машина овог типа годишње.

## Карактеристике
Ми-34 је конструкција са једним главним ротором, са четири лопатице елисе и двокраким репним пропелером. Лопатице ротора израђене су од композитних материјала и имају правоугаони облик. Стајни трап је типа две скије од композиционих материјала. Метални труп је подељен на одељења посаде и путника, моторни и инструментални одељак. Да би се смањила маса, велики део корпуса, врата и хаубе су направљени од композитних материјала. Труп је од алуминијумских легура. Композитни материјали се такође користе и у изградњи кобилица, стабилизатора, и главног и репног ротора. Користећи се најновијим техничким достигнућима и новим материјалима у дизајну трупа, главног ротора и трансмисије, као и више једноставних конструктивних решења, добијен је хеликоптер једноставног дизајна, једноставан за руковање, високих перформанси. Процењује се да оптерећење конструкције од 2.5Г до -0.5Г, обезбеђује да се изведу сложени аеробатски елементи и испуне високи услови међународних такмичења.
Кокпит пружа добар преглед у великом подручју, има фронталне и бочне прозоре. Контроле су дуплиране, што омогућава дакоришћење хеликоптера за обуку пилота. У обављању комерцијалне операције на месту другог пилота може бити постављен путник. Још два путника могу да се сместе назад, у одвојеној путничкој кабини. Сваки од одељака, са обе стране трупа, има по једна врата.
У основној модификацији, хеликоптер се погони са два деветоклипна мотора М-14Б-26Б снаге 242кВт. Овај поуздан мотор широко се користи за лаке авионе. Са просечном потрошњом од 47 литара на 100 km, капацитет подног резервоара (160 литара) је довољан за прелет од 300 км.
При полетању хеликоптер има тежину од свега 1450кг, а то је првенствено због жеље да се обезбеди добро управљање. Четворокраки ротор смањује вибрације и буку у поређењу са твин ротором и пребацује спектар вибрација у више фреквенције, што је сигурније са медицинског становишта. Краци од композиционих материјала су лакши, дуготрајнији и отпорнији на повреде. Дизајн хеликоптера у целини омогућава маневрисање са преоптерећења више од три "г" и извођење готово свих маневара вишег пилотажа.
У односу на већину својих класних хеликоптера, Ми-34 има много разноврснију и савршенију авионику. Структура ове опреме укључује аутоматски радио АРЦ-22, магнетни компас кључ 13К став индикатор АГР-29, систем навигационог курса "Чешаљ-1", Радио висиномер, висиномер БМ-15ПВ, вариометар ВАР-30МК и брзински индикатор САД-350 . Хеликоптер може да се опреми ГЛОНАСС или ГПС системом сателитске навигације Allied Signal.

### Техничке карактеристике
- Посада: 1-2
- Капацитет путника: 2-3
- Дужина : 8.851 m (без ротора и репног ротора)
- Пречник ротора : 10.0 m
- Пречник репног ротора : 1,48 m
- Висина : 2,75 m (у центру интересовања ротора)
- Маса празног: 1.137 kg
- Максимална полетна маса: 1450 kg

Маса горива у резервоарима унутрашњих: 131 kg
- Мотори: 1 × ПД М-14В26В
- Снага мотора: 325 кс

### Перформансе лета:
- Максимална дозвољена брзина: 200 km/h (од летења масе преко 1350 кг)
- Брзина крстарења: 155 km/h (од лета масе преко 1350 kg)
- Практични долет: 349 km
- Плафон лета: 4000 m (у полетању тежине 1280 kg)
- Статички плафон лета : 900 m

## Верзије
- Ми-34С - Верзија са 4 места које покреће мотор Ведењев М14П од 325 кс
- Ми-34С2 - Верзија са француским Turbomeca Arrius мотором.
- Ми-34А - Верзија са турбинским мотором Allison C-20R
- Ми-34Л - Верзија са Tехtron Lуcoming О-540 мотором
- Ми-34ВАЗ - Верзија погоњена са два ВАЗ-4265 мотора. Ротациони погон развијен је од мотора РПД-430ВАЗ (као што су "Ванкел"), са варијанте аутомобила ГАЗ „Волга". Укупна снага мотора је 325кВт, а хеликоптер са четворо људи на броду убрзава до 180 км на час. Потрошња бензина овог мотора је 25 л на 100 км
- Ми-34П - Патролна полицијска и верзија за контролу саобраћаја. Хеликоптер је опремљен са моћним рефлектором и звучником. За ноћне летове је могуће инсталирати израелске термовизијске камере ЕЛБИТ
- Ми-34М - војна модификација, која је варијанта Ми-34ВАЗ са специјалном опремом за извиђање и навођење. Први пробни лет хеликоптера Ми-34М почињен 1993. године
- Ми-34УТ - Тренажна верзија
- Ми-44 - Побољшана верзија са измењеном аеродинамиком и нивоом буке, раније Ми-34Ц

## Земље кориснице
- Босна и Херцеговина
- Русија
- Румунија
- Нигерија
- Нови Зеланд
- Казахстан